# Ильина Гора (Краснопрудская волость)
Ильина Гора — деревня в Краснопрудской волости Псковского района Псковской области России.
Расположена в 12 км к северо-востоку от волостного центра Кирово и в 40 км к югу от города Пскова.

## Население
Численность населения деревни по состоянию на 2000 год составляла 5 жителей.

## История
До 31 декабря 2010 года деревня входила в состав ныне упразднённой Москвинской волости.